# Sparneck
Sparneck là một đô thị ở huyện Hof bang Bavaria thuộc nước Đức